# Кухты (Слуцкий район)
Кухты — деревня в Бокшицком сельсовете Слуцкого района Минской области Республики Беларусь.

## История
Точная дата основания неизвестна. В 1941 году Кухты и близлежащие населённые пункты были оккупированы нацистской Германией. В 1944 году в результате контрнаступления СССР Кухты и близлежащие населённые пункты были освобождены.
После развала СССР Кухты стали частью независимой Беларуси.

## Население
По данным переписи населения Беларуси за 2009 год население деревни Кухты составляет 127 человек.

## География
Во времена существования Российской империи Кухты входили в состав Слуцкого уезда Минской губернии.
В деревне 2 улицы — Зелёная и Ленина.
Расстояние от села Кухты до города Слуцка составляет 9 километров, а по трассе Слуцк — Минск 10 километров.
Расстояние от села Кухты до города Минска составляет 88 километров, а по трассе Слуцк — Минск 96 километров.

## Инфраструктура
- Магазин

## Достопримечательности
Братская могила советским войнам погибших в ходе боевых действий.